# Phil Jutzi
Phil Jutzi, nato Philipp Jutzi  (Altleiningen, 22 luglio 1896 – Neustadt an der Weinstrasse, 1º maggio 1946), è stato un regista, direttore della fotografia, sceneggiatore e montatore tedesco.
È conosciuto anche come Piel Jutzi.

## Biografia
Figlio di un sarto, cominciò a lavorare nel cinema nel 1916 disegnando manifesti per i film. Passò poi a fare l'operatore, scrivendo anche soggetti e dirigendo pellicole di genere. Lavorò per la Prometheus-Film, una casa di produzione e distribuzione di sinistra legata al KPD, il partito comunista tedesco. Usò per un certo periodo il nome Piel Jutzi, nome che però abbandonò nel 1931, dopo una causa persa contro il regista Harry Piel.
Nel 1923, si sposò con Emmy Philippine Zimmermann, sorella dell'attore Holmes Zimmermann che, in seguito, fu protagonista di alcuni dei suoi film. Dal matrimonio, nel maggio 1926, nacque una figlia, Gisela.
Nel 1925, Jutzi si trasferì a Berlino, dove, attraverso l'Internationale Arbeiterhilfe, un'organizzazione vicina al KPD, lavorò negli anni venti e nei primi anni trenta per la Welt-Film e la Prometheus-Film. Con la sua cinepresa, documentò le manifestazioni di piazza di quel periodo. Non fu solo documentarista. Collaborò anche alla diffusione del cinema sovietico curando, tra altri film, la versione tedesca di La corazzata Potëmkin. Il suo primo film importante fu Um's tägliche Brot, un mediometraggio di denuncia sulle condizioni dei minatori della Slesia, un film di forte impatto sociale che univa melodramma a riprese documentaristiche e che aveva come protagonista Holmes Zimmermann.

## Filmografia

### Regista
- Fiesko, co-regia Carl Hoffmann (1913)
- Die das Licht scheuen...! Aus dem Tagebuch des Meisterdetektivs Ferry White (1919)
- Bull Arizona, co-regia Horst Krahe (1919)
- Das deutsche Lied. Henkerskarren und Königsthron, co-regia Rudolf Zwillinger (1920)
- Die Rache der Banditen (1920)
- Red Bull, der letzte Apache (1920)
- Der Fremde mit der Teufelsfratze, co-regia Conny Carstennsen (1920)
- Das blinkende Fenster (1920)
- Feuerteufel (1920)
- Der maskierte Schrecken (1921)
- Der graue Hund (1922)
- Kladd und Datsch, die Pechvögel (1926)
- Die rote Front marschiert (1927)
- Die Machnower Schleuse (1927)
- Weltstadt im Grünen (1928)
- Kindertragödie, co-regia Karl Lutz (1928)
- Fröhliche Pfalz (1928)
- Blutmai 1929 (1929)
- 1. Mai - Weltfeiertag der Arbeiterklasse (1929)
- 100000 unter roten Fahnen (1929)
- Hunger in Waldenburg o Um's tägliche Brot (1929)
- Il viaggio di mamma Krause verso la felicità (Mutter Krausens Fahrt ins Glück) (1929)
- Die Todeszeche (1930)
- Berlin Alexanderplatz o Berlin-Alexanderplatz - Die Geschichte Franz Biberkopfs (1931)
- Was gibt's Neues heut? (1933)
- Eine wie du (1933)
- Die Goldgrube (1933)
- Warum so aufgeregt? (1934)
- Und sie singt doch (1934)
- Tante Mariechen (1934)
- Mucki (1934)
- Los Nr. 13 013 (1934)
- Dr. Bluff (1934)
- Die einsame Villa (1934)
- Carlos schönstes Abenteuer (1934)
- Bitte ein Autogramm! (1934)
- Aufschnitt (1934)
- Am Telefon wird gewünscht (1934)
- Adam, Eva und der Apfel (1934)
- Tempo, Carlo, Tempo (1934)
- Herr Mahler in tausend Nöten (1934)
- Frau Eva wird mondain! (1934)
- Ferner liefen (1934)
- Herr oder Diener? (1934)
- Halb und halb (1934)
- Ein fideles Büro (1934)
- Ein falscher Fünfziger (1934)
- Ich versichere Sie (1934)
- Ich tanke, Herr Franke (1934)
- Das Geschäft blüht (1934)
- Mausi (1934)
- Anekdoten um den Alten Fritz (1935)
- Lockspitzel Asew (1935)
- Der Kosak und die Nachtigall (1935)
- Die Frauen haben es leicht (1935)
- Zeugen gesucht (1936)
- Münchhausens neuestes Abenteuer (1936)
- Heiteres und Ernstes um den großen König (1936)
- Die lange Grete (1936)
- Das häßliche Entlein (1936)
- Die Unterschlagung (1937)
- Der andere Mann (1937)
- Alkohol und Steuerrad (1937)
- Frauen wollen betrogen sein (1937)
- Es wird nichts so fein gesponnen (1937)
- Wiederseh'n macht Freude (1937)
- Die Seitensprünge des Herrn Blohm (1937)
- Ferngespräch mit Hamburg (1937)
- Sparkasse mit Likör (1937)
- Pension Elise Nottebohm (1937)
- Es kann der Beste nicht in Frieden leben (1938)
- Der Schein trügt (1938)
- Der Haustyrann (1938)
- Das Fenster im 2. Stock (1939)
- Die Sache mit dem Hermelin (1939)
- Schwätzer oder Kerle? (1941)
- Richtiges Tragen von Lasten (1944)

### Direttore della fotografia (parziale)
- Fröhlich Pfalz - Gott erhalts, regia di Heinrich Pfeiffer (1925)
- Die große Gelegenheit, regia di Lorand von Kabdebo (1925)
- Kladd und Datsch, die Pechvögel, regia di Phil Jutzi (1929)
- Il cadavere vivente (Zhivoy trup), regia di Fyodor Otsep (1929)
- Hunger in Waldenburg, regia di Phil Jutzi (1929)
- Il viaggio di mamma Krause verso la felicità (Mutter Krausens Fahrt ins Glück), regia di Phil Jutzi (1929)
- Eine wie duregia di Phil Jutzi (1933)

### Sceneggiatore
- Die das Licht scheuen...! Aus dem Tagebuch des Meisterdetektivs Ferry White, regia di Phil Jutzi (1919)
- Das blinkende Fenster, regia di Phil Jutzi (1920)
- Der maskierte Schrecken, regia di Phil Jutzi (1921)
- Kladd und Datsch, die Pechvögel, regia di Phil Jutzi (1926)
- 1. Mai - Weltfeiertag der Arbeiterklasse, regia di Phil Jutzi (1929)
- Eine wie du, regia di Phil Jutzi (1933)
- Los Nr. 13 013, regia di Phil Jutzi (1934)
- Die einsame Villa, regia di Phil Jutzi (1934)
- Am Telefon wird gewünscht, regia di Phil Jutzi (1934)
- Die Frauen haben es leicht, regia di Phil Jutzi (1935)
- Wie ein Wunder kam die Liebe über Nacht, regia di Hans Fritz Köllner (1936)
- Die Unterschlagung, regia di Phil Jutzi (1937)
- Der andere Mann, regia di Phil Jutzi (1937)
- Frauen wollen betrogen sein, regia di Phil Jutzi (1937)
- Es wird nichts so fein gesponnen, regia di Phil Jutzi (1937)
- Wiederseh'n macht Freude, regia di Phil Jutzi (1937)
- Die Seitensprünge des Herrn Blohm, regia di Phil Jutzi (1937)
- Sparkasse mit Likör, regia di Phil Jutzi (1937)
- Der Schein trügt, regia di Phil Jutzi (1938)
- Schwätzer oder Kerle?, regia di Phil Jutzi (1941)